# Ingwerartige

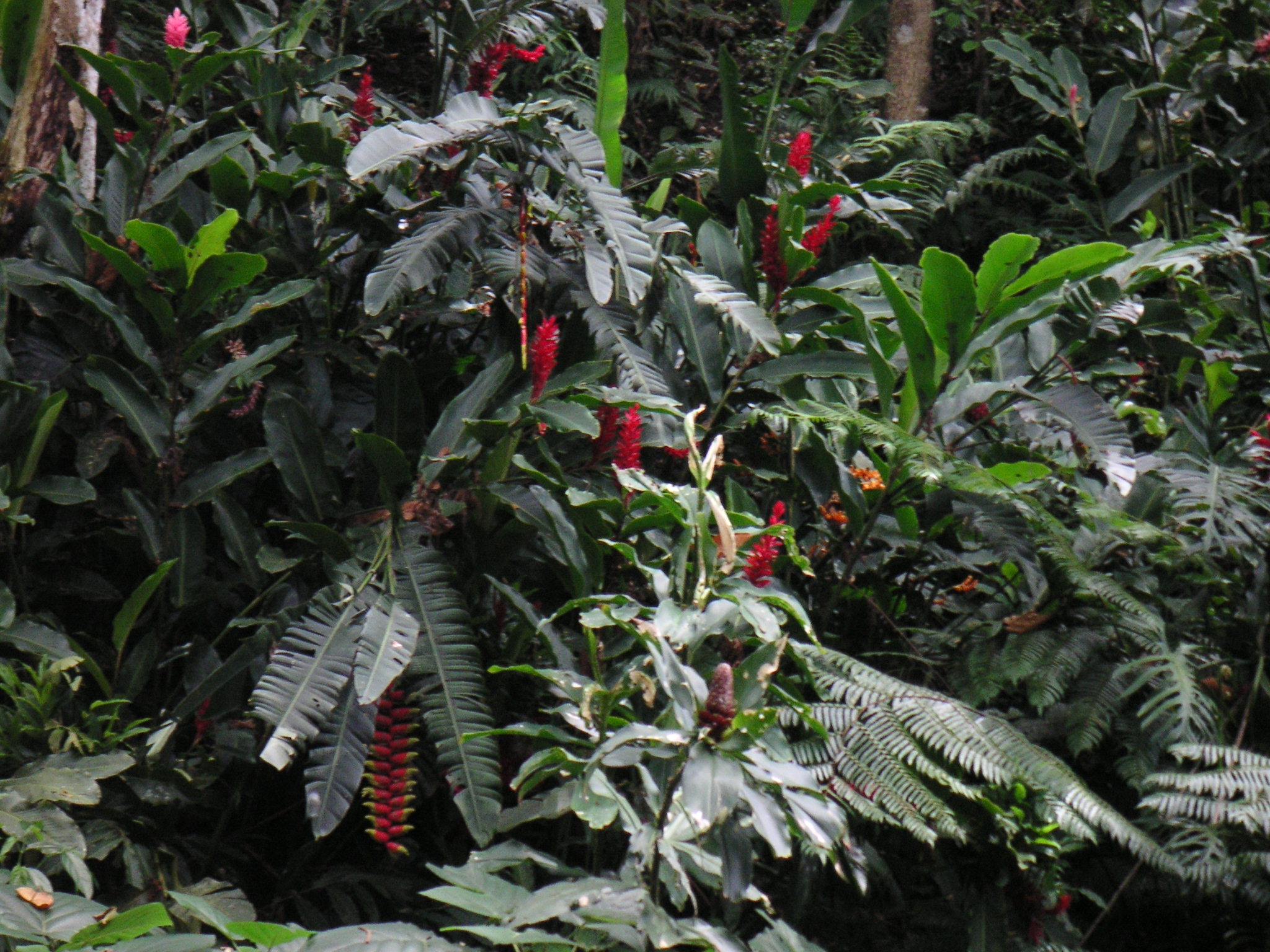
Heliconia- und Alpinia-Sorten in einem tropischen Park

Die Ingwerartigen (Zingiberales) sind eine Pflanzenordnung der Commeliniden innerhalb der Einkeimblättrigen (Monokotyledonen).
Die Verbreitung ist fast rein tropisch. Es gibt viele Arten, die als Zierpflanzen genutzt werden. Die wichtigsten Nahrungspflanzen in dieser Ordnung sind die Bananen. Viele wichtige Gewürz- und Heilpflanzen sind hier enthalten.

## Beschreibung
Es sind überwiegend ausdauernde krautige Pflanzen mit Rhizomen. Manche Arten (zum Beispiel Bananen) bilden „Scheinstämme“, die sie „palmenähnlich“ wirken lassen, aber diese Sprossachsen verholzen nicht. Die meist großen, einfachen Laubblätter sind glattrandig, sie sind meist in Blattscheide, Blattstiel und Blattspreite gegliedert; dieses Merkmal ist bei Einkeimblättrigen Pflanzen nicht sehr häufig. Anders als bei der Mehrzahl der Einkeimblättrigen ist die Blattaderung nicht parallelnervig, sondern die Adern entspringen alle entlang des Blatthauptnerves. Als Anpassung an die hohe Feuchtigkeit und geringe Lichtintensität in tropischen Regenwäldern deutet man die große Blattspreite.
Die meist zwittrigen (eingeschlechtig bei den Musaceae) Blüten sind zygomorph und dreizählig. Es sind zwei Kreise mit je drei Blütenhüllblättern vorhanden und die Blütenhüllblätter der beiden Kreise sind unterschiedlich gestaltet. Meist ist ein Teil der Staubblätter rück- oder umgebildet, so dass nur ein bis sechs fertile Staubblätter vorhanden sind. Drei Fruchtblätter sind zu einem unterständigen Fruchtknoten verwachsen.
Die Blütenformel lautet:
{\displaystyle \downarrow \;K_{3}\;}oder {\displaystyle K_{(3)}\;C_{(3)}\;A_{1-6}^{0-5St}\;G_{{\overline {(}}3)}}
Es werden meist Kapselfrüchte oder Beeren gebildet.

## Systematik
Die Ordnungen Zingiberales und Commelinales sind Schwestergruppen.
Zu den Ingwerartigen (Zingiberales) gehören acht Familien:
- Bananengewächse (Musaceae): Sie enthält drei Gattungen mit etwa 35 bis 42 Arten.
- Strelitziengewächse (Strelitziaceae): Sie enthält drei Gattungen mit nur sieben Arten.
- Lowiaceae: Sie enthält nur eine Gattung mit etwa 15 Arten, mit einer Verbreitung vom südlichen China bis Borneo:
  - Orchidantha N.E. Br. (Syn.: Lowia Scort., Protamomum Ridl., Wolfia Post & Kuntze)
- Helikoniengewächse (Heliconiaceae): Sie enthält nur eine Gattung mit 100 bis 225 Arten:
  - Helikonien (Heliconia)
- Ingwergewächse (Zingiberaceae): Sie wird in vier Unterfamilien gegliedert und enthält 52 bis 53 Gattungen mit 1075 bis 1300 Arten.
- Costaceae: Sie enthält sieben Gattungen und etwa 110 bis 120 Arten mit pantropischer Verbreitung.
- Blumenrohrgewächse (Cannaceae): Sie enthält nur eine Gattung mit etwa 19 Arten, nur in der Neotropis:
  - Blumenrohr (Canna)
- Pfeilwurzgewächse (Marantaceae): Sie enthält etwa 31 Gattungen mit etwa 550 Arten, in den Tropen, besonders in der Neotropis, nicht in Australien (Auswahl).

Kladogramm nach Kress et al. 1997:
|  | Zingiberaceae |
|  |               |
|  | Costaceae     |
|  |               |

|  | Cannaceae   |
|  |             |
|  | Marantaceae |
|  |             |

|  | Zingiberaceae |
|  |               |
|  | Costaceae     |
|  |               |

|  | Cannaceae   |
|  |             |
|  | Marantaceae |
|  |             |

|  | Zingiberaceae |
|  |               |
|  | Costaceae     |
|  |               |

|  | Cannaceae   |
|  |             |
|  | Marantaceae |
|  |             |

|  | Zingiberaceae |
|  |               |
|  | Costaceae     |
|  |               |

|  | Cannaceae   |
|  |             |
|  | Marantaceae |
|  |             |

|  | Zingiberaceae |
|  |               |
|  | Costaceae     |
|  |               |

|  | Cannaceae   |
|  |             |
|  | Marantaceae |
|  |             |

|  | Zingiberaceae |
|  |               |
|  | Costaceae     |
|  |               |

|  | Cannaceae   |
|  |             |
|  | Marantaceae |
|  |             |

|  | Zingiberaceae |
|  |               |
|  | Costaceae     |
|  |               |

|  | Cannaceae   |
|  |             |
|  | Marantaceae |
|  |             |

|  | Zingiberaceae |
|  |               |
|  | Costaceae     |
|  |               |

|  | Cannaceae   |
|  |             |
|  | Marantaceae |
|  |             |

|  | Zingiberaceae |
|  |               |
|  | Costaceae     |
|  |               |

|  | Cannaceae   |
|  |             |
|  | Marantaceae |
|  |             |

|  | Zingiberaceae |
|  |               |
|  | Costaceae     |
|  |               |

|  | Cannaceae   |
|  |             |
|  | Marantaceae |
|  |             |

|  | Zingiberaceae |
|  |               |
|  | Costaceae     |
|  |               |

|  | Cannaceae   |
|  |             |
|  | Marantaceae |
|  |             |

|  | Zingiberaceae |
|  |               |
|  | Costaceae     |
|  |               |

|  | Cannaceae   |
|  |             |
|  | Marantaceae |
|  |             |

|  | Zingiberaceae |
|  |               |
|  | Costaceae     |
|  |               |

|  | Cannaceae   |
|  |             |
|  | Marantaceae |
|  |             |

|  | Zingiberaceae |
|  |               |
|  | Costaceae     |
|  |               |

|  | Cannaceae   |
|  |             |
|  | Marantaceae |
|  |             |

|  | Zingiberaceae |
|  |               |
|  | Costaceae     |
|  |               |

|  | Cannaceae   |
|  |             |
|  | Marantaceae |
|  |             |

|  | Zingiberaceae |
|  |               |
|  | Costaceae     |
|  |               |

|  | Cannaceae   |
|  |             |
|  | Marantaceae |
|  |             |

|  | Zingiberaceae |
|  |               |
|  | Costaceae     |
|  |               |

|  | Cannaceae   |
|  |             |
|  | Marantaceae |
|  |             |

|  | Zingiberaceae |
|  |               |
|  | Costaceae     |
|  |               |

|  | Cannaceae   |
|  |             |
|  | Marantaceae |
|  |             |

|  | Zingiberaceae |
|  |               |
|  | Costaceae     |
|  |               |

|  | Cannaceae   |
|  |             |
|  | Marantaceae |
|  |             |

|  | Zingiberaceae |
|  |               |
|  | Costaceae     |
|  |               |

|  | Cannaceae   |
|  |             |
|  | Marantaceae |
|  |             |

|  | Zingiberaceae |
|  |               |
|  | Costaceae     |
|  |               |

|  | Cannaceae   |
|  |             |
|  | Marantaceae |
|  |             |

|  | Zingiberaceae |
|  |               |
|  | Costaceae     |
|  |               |

|  | Cannaceae   |
|  |             |
|  | Marantaceae |
|  |             |

|  | Zingiberaceae |
|  |               |
|  | Costaceae     |
|  |               |

|  | Cannaceae   |
|  |             |
|  | Marantaceae |
|  |             |

|  | Zingiberaceae |
|  |               |
|  | Costaceae     |
|  |               |

|  | Cannaceae   |
|  |             |
|  | Marantaceae |
|  |             |

|  | Zingiberaceae |
|  |               |
|  | Costaceae     |
|  |               |

|  | Cannaceae   |
|  |             |
|  | Marantaceae |
|  |             |

|  | Zingiberaceae |
|  |               |
|  | Costaceae     |
|  |               |

|  | Cannaceae   |
|  |             |
|  | Marantaceae |
|  |             |

|  | Zingiberaceae |
|  |               |
|  | Costaceae     |
|  |               |

|  | Cannaceae   |
|  |             |
|  | Marantaceae |
|  |             |

|  | Zingiberaceae |
|  |               |
|  | Costaceae     |
|  |               |

|  | Cannaceae   |
|  |             |
|  | Marantaceae |
|  |             |

|  | Zingiberaceae |
|  |               |
|  | Costaceae     |
|  |               |

|  | Cannaceae   |
|  |             |
|  | Marantaceae |
|  |             |

|  | Zingiberaceae |
|  |               |
|  | Costaceae     |
|  |               |

|  | Cannaceae   |
|  |             |
|  | Marantaceae |
|  |             |

|  | Zingiberaceae |
|  |               |
|  | Costaceae     |
|  |               |

|  | Cannaceae   |
|  |             |
|  | Marantaceae |
|  |             |

|  | Zingiberaceae |
|  |               |
|  | Costaceae     |
|  |               |

|  | Cannaceae   |
|  |             |
|  | Marantaceae |
|  |             |

Jeweils die Cannaceae mit den Marantaceae und die aromatischen Zingiberaceae mit den nicht aromatischen Costaceae sind Schwestergruppen – zusammen bilden sie eine Kerngruppe der Zingiberales. Die anderen vier Familien stehen isolierter.